# Gran Premio motociclistico del Giappone 2024
Il Gran Premio motociclistico del Giappone 2024 è stata la sedicesima prova del motomondiale del 2024. Le vittorie nelle quattro classi sono andate a: Francesco Bagnaia nella Sprint nella gara della MotoGP, Manuel González in Moto2, David Alonso in Moto3.
Per Manuel González si tratta del primo successo nel Motomondiale, nonché in Moto2.
Grazie a questa vittoria, la decima della stagione, David Alonso diventa matematicamente Campione del Mondo della Moto3, eguagliando inoltre Joan Mir come pilota con più vittorie in una singola stagione di Moto3 (10).

## Prove e Qualifiche

### Moto3
Nella sessione di prove libere, il pilota più veloce in pista è David Alonso in 1'59"280. Nelle due sessioni di Pre-Qualifiche, è invece Iván Ortolá a siglare il miglior tempo nella combinata in 1'55"550.
In qualifica, la Pole va per la seconda volta consecutiva ad Iván Ortolá, in 1'54"761, davanti a Collin Veijer e David Alonso; ecco i risultati dei primi cinque classificati:
| Pos | Nº | Pilota          | Team                           | Tempo    |
| --- | -- | --------------- | ------------------------------ | -------- |
| 1   | 48 | Iván Ortolá     | MT Helmets - MSi               | 1'54.761 |
| 2   | 95 | Collin Veijer   | Liqui Moly Husqvarna Intact GP | 1'55.117 |
| 3   | 80 | David Alonso    | CFMoto Gaviota Aspar Team      | 1'55.170 |
| 4   | 36 | Ángel Piqueras  | Leopard Racing                 | 1'55.485 |
| 5   | 6  | Ryusei Yamanaka | MT Helmets - MSi               | 1'55.494 |

### Moto2
In Moto2, nella sessione di prove libere il più veloce in pista è Filip Salač del team Marc VDS Racing in 1'50"287. Nelle due sessioni di Pre-Qualifiche, il ceco si conferma il pilota più veloce in pista facendo segnare il miglior tempo in 1'49"716.
In qualifica, è Jake Dixon che conquista la Pole, la seconda stagionale in 1'52"693, davanti di soli 6 millesimi davanti ad un sorprendente Zonta van den Goorbergh e Arón Canet, terzo; ecco i risultati dei primi cinque classificati:
| Pos | Nº | Pilota                  | Team                          | Tempo    |
| --- | -- | ----------------------- | ----------------------------- | -------- |
| 1   | 96 | Jake Dixon              | CFMoto Inde Aspar Team        | 1'52.693 |
| 2   | 84 | Zonta van den Goorbergh | RW-Idrofoglia Racing GP       | 1'52.699 |
| 3   | 44 | Arón Canet              | Fantic Racing                 | 1'53.000 |
| 4   | 16 | Joe Roberts             | OnlyFans American Racing Team | 1'53.002 |
| 5   | 28 | Izan Guevara            | CFMoto Inde Aspar Team        | 1'53.116 |

### MotoGP
Lorenzo Savadori sostituisce in Trackhouse Racing l'infortunato Miguel Oliveira, mentre Remy Gardner corre come wildcard.
Nella prima sessione di prove libere il miglior tempo è fatto segnare da Francesco Bagnaia in 1'45"209. Nella sessione di Pre-qualifica, è Brad Binder sulla sua KTM RC16 il pilota più veloce in pista facendo segnare il miglior tempo in 1'43"436. Nella seconda sessione di prove libere è nuovamente Bagnaia a fa segnare il tempo più veloce in 1'44"569.
Nel Q1 riescono passano il turno Franco Morbidelli e Fabio Quartararo. Nella Q2, Pedro Acosta conquista la sua prima Pole in MotoGP in 1'43"018, diventando il terzo pilota più giovane nella storia della classe regina a siglare una Pole Position. Secondo Francesco Bagnaia e terzo Maverick Viñales. Di seguito i risultati delle qualifiche:
| Pos. | Nº | Pilota                | Team                         | Tempo     | Tempo    |
| Pos. | Nº | Pilota                | Team                         | Q1        | Q2       |
| ---- | -- | --------------------- | ---------------------------- | --------- | -------- |
| 1    | 31 | Pedro Acosta          | Red Bull GASGAS Tech3        | Già in Q2 | 1'43.018 |
| 2    | 1  | Francesco Bagnaia     | Ducati Lenovo Team           | Già in Q2 | 1'43.264 |
| 3    | 12 | Maverick Viñales      | Aprilia Racing               | Già in Q2 | 1'43.441 |
| 4    | 23 | Enea Bastianini       | Ducati Lenovo Team           | Già in Q2 | 1'43.539 |
| 5    | 33 | Brad Binder           | Red Bull KTM Factory Racing  | Già in Q2 | 1'43.661 |
| 6    | 21 | Franco Morbidelli     | Prima Pramac Racing          | 1'43.746  | 1'43.828 |
| 7    | 49 | Fabio Di Giannantonio | Pertamina Enduro VR46 Racing | Già in Q2 | 1'43.998 |
| 8    | 72 | Marco Bezzecchi       | Pertamina Enduro VR46 Racing | Già in Q2 | 1'44.073 |
| 9    | 93 | Marc Márquez          | Gresini Racing               | Già in Q2 | 1'44.136 |
| 10   | 73 | Álex Márquez          | Gresini Racing               | Già in Q2 | 1'44.263 |
| 11   | 89 | Jorge Martín          | Prima Pramac Racing          | Già in Q2 | 1'44.303 |
| 12   | 20 | Fabio Quartararo      | Monster Energy Yamaha        | 1'44.005  | 1'44.497 |
| 13   | 25 | Raúl Fernández        | Trackhouse Racing            | 1'44.112  |          |
| 14   | 43 | Jack Miller           | Red Bull KTM Factory Racing  | 1'44.193  |          |
| 15   | 41 | Aleix Espargaró       | Aprilia Racing               | 1'44.202  |          |
| 16   | 5  | Johann Zarco          | Castrol Honda LCR            | 1'44.302  |          |
| 17   | 36 | Joan Mir              | Repsol Honda                 | 1'44.498  |          |
| 18   | 37 | Augusto Fernández     | Red Bull GASGAS Tech3        | 1'44.547  |          |
| 19   | 42 | Álex Rins             | Monster Energy Yamaha        | 1'47.552  |          |
| 20   | 10 | Luca Marini           | Repsol Honda                 | 1'44.648  |          |
| 21   | 30 | Takaaki Nakagami      | Idemitsu Honda LCR           | 1'44.886  |          |
| 22   | 32 | Lorenzo Savadori      | Trackhouse Racing            | 1'45.422  |          |
| 23   | 87 | Remy Gardner          | Monster Energy Yamaha        | 1'45.594  |          |

## Gare

### MotoGP

#### Sprint
Dopo aver preso la testa della gara Francesco Bagnaia viene ripreso e scavalcato dal Poleman Pedro Acosta che nel momento dell'allungo sull'italiano cade buttando via la sua occasione della prima vittoria, con Bagnaia che va a vincere la sua terza Sprint consecutiva. Seconda posizione per il compagno di box Enea Bastianini che passa Marc Márquez negli ultimi giri, con lo spagnolo che chiude il podio. Quarta posizione per Jorge Martín, partito solo undicesimo, davanti al compagno di squadra Franco Morbidelli seguito subito dietro da Fabio Di Giannantonio, sesto. Chiude la zona punti il trio composto da Álex Márquez, settimo, che chiude davanti a Jack Miller e Maverick Viñales. Di seguito i risultati della gara Sprint:

##### Arrivati al traguardo
| Pos. | Nº | Pilota                | Squadra                      | Motocicletta       | Giri | Tempo     | Griglia | Punti |
| ---- | -- | --------------------- | ---------------------------- | ------------------ | ---- | --------- | ------- | ----- |
| 1º   | 1  | Francesco Bagnaia     | Ducati Lenovo Team           | Ducati Desmosedici | 12   | 21'01"074 | 2º      | 12    |
| 2º   | 23 | Enea Bastianini       | Ducati Lenovo Team           | Ducati Desmosedici | 12   | +0.181    | 4º      | 9     |
| 3º   | 93 | Marc Márquez          | Gresini Racing               | Ducati Desmosedici | 12   | +0.349    | 9º      | 7     |
| 4º   | 89 | Jorge Martín          | Prima Pramac Racing          | Ducati Desmosedici | 12   | +2.498    | 11º     | 6     |
| 5º   | 21 | Franco Morbidelli     | Prima Pramac Racing          | Ducati Desmosedici | 12   | +4.326    | 6º      | 5     |
| 6º   | 49 | Fabio Di Giannantonio | Pertamina Enduro VR46 Racing | Ducati Desmosedici | 12   | +4.446    | 7º      | 4     |
| 7º   | 73 | Álex Márquez          | Gresini Racing               | Ducati Desmosedici | 12   | +11.444   | 10º     | 3     |
| 8º   | 43 | Jack Miller           | Red Bull KTM Factory Racing  | KTM RC16           | 12   | +11.875   | 14º     | 2     |
| 9º   | 12 | Maverick Viñales      | Aprilia Racing               | Aprilia RS-GP      | 12   | +11.947   | 3º      | 1     |
| 10º  | 72 | Marco Bezzecchi       | Pertamina Enduro VR46 Racing | Ducati Desmosedici | 12   | +12.299   | 8º      |       |
| 11º  | 25 | Raúl Fernández        | Trackhouse Racing            | Aprilia RS-GP      | 12   | +14.599   | 16º     |       |
| 12º  | 20 | Fabio Quartararo      | Monster Energy Yamaha        | Yamaha YZR-M1      | 12   | +14.645   | 12º     |       |
| 13º  | 10 | Luca Marini           | Repsol Honda                 | Honda RC213V       | 12   | +15.886   | 20º     |       |
| 14º  | 5  | Johann Zarco          | Castrol Honda LCR            | Honda RC213V       | 12   | +16.170   | 16º     |       |
| 15º  | 37 | Augusto Fernández     | Red Bull GASGAS Tech3        | KTM RC16           | 12   | +20.522   | 18º     |       |
| 16º  | 42 | Álex Rins             | Monster Energy Yamaha        | Yamaha YZR-M1      | 12   | +24.415   | 19º     |       |
| 17°  | 32 | Lorenzo Savadori      | Trackhouse Racing            | Aprilia RS-GP      | 12   | +25.482   | 22°     |       |
| 18°  | 87 | Remy Gardner          | Monster Energy Yamaha        | Yamaha YZR-M1      | 12   | +32.620   | 23°     |       |

##### Ritirati
| Nº | Pilota           | Squadra                     | Motocicletta  | Giri | Griglia |
| -- | ---------------- | --------------------------- | ------------- | ---- | ------- |
| 36 | Joan Mir         | Repsol Honda                | Honda RC213V  | 11   | 17º     |
| 41 | Aleix Espargaró  | Aprilia Racing              | Aprilia RS-GP | 9    | 15º     |
| 31 | Pedro Acosta     | Red Bull GASGAS Tech3       | KTM RC16      | 8    | 1º      |
| 30 | Takaaki Nakagami | LCR Honda Idemitsu          | Honda RC213V  | 4    | 21º     |
| 33 | Brad Binder      | Red Bull KTM Factory Racing | KTM RC16      | 2    | 5º      |

#### Gara
Francesco Bagnaia prende subito la testa della corsa senza più mollarla, tornando alla vittoria dopo quasi due mesi di digiuno. In seconda posizione, limita i danni Jorge Martín dopo le qualifiche di sabato mattina, chiude il podio come nella Sprint, Marc Márquez che ha dato vita anche domenica ad un bel duello con Enea Bastianini, giù dal podio. Duplica il risultato del sabato Franco Morbidelli che chiude quinto davanti a Brad Binder. Seguono le VR46 Racing in settima e ottava posizione per Marco Bezzecchi e Fabio Di Giannantonio.. Nona posizione per Aleix Espargaró davanti a Jack Miller e Johann Zarco, con il francese che passa sul traguardo il connazionale Fabio Quartararo alle prese con problemi di carburante. Tredicesima posizione per il padrone di casa Takaaki Nakagami davanti a Luca Marini, per la terza volta stagionale a punti. Quindicesimo Raúl Fernández. Di seguito i risultati della gara:

##### Arrivati al traguardo
| Pos. | Nº | Pilota                | Squadra                      | Motocicletta       | Giri | Tempo     | Griglia | Punti |
| ---- | -- | --------------------- | ---------------------------- | ------------------ | ---- | --------- | ------- | ----- |
| 1º   | 1  | Francesco Bagnaia     | Ducati Lenovo                | Ducati Desmosedici | 24   | 42'09"270 | 2º      | 25    |
| 2º   | 89 | Jorge Martín          | Prima Pramac Racing          | Ducati Desmosedici | 24   | +1.189    | 11º     | 20    |
| 3º   | 93 | Marc Márquez          | Gresini Racing               | Ducati Desmosedici | 24   | +3.822    | 9º      | 16    |
| 4º   | 23 | Enea Bastianini       | Ducati Lenovo                | Ducati Desmosedici | 24   | +4.358    | 4º      | 13    |
| 5º   | 21 | Franco Morbidelli     | Prima Pramac Racing          | Ducati Desmosedici | 24   | +17.940   | 6º      | 11    |
| 6º   | 33 | Brad Binder           | Red Bull KTM Factory Racing  | KTM RC16           | 24   | +18.502   | 5º      | 10    |
| 7º   | 72 | Marco Bezzecchi       | Pertamina Enduro VR46 Racing | Ducati Desmosedici | 24   | +19.371   | 8º      | 9     |
| 8º   | 49 | Fabio Di Giannantonio | Pertamina Enduro VR46 Racing | Ducati Desmosedici | 24   | +20.199   | 7º      | 8     |
| 9º   | 41 | Aleix Espargaró       | Aprilia Racing               | Aprilia RS-GP      | 24   | +30.422   | 15º     | 7     |
| 10º  | 43 | Jack Miller           | Red Bull KTM Factory Racing  | KTM RC16           | 24   | +31.184   | 14º     | 6     |
| 11º  | 5  | Johann Zarco          | Castrol Honda LCR            | Honda RC213V       | 24   | +31.567   | 16º     | 5     |
| 12º  | 20 | Fabio Quartararo      | Monster Energy Yamaha        | Yamaha YZR-M1      | 24   | +32.299   | 12º     | 4     |
| 13º  | 30 | Takaaki Nakagami      | Idemitsu Honda LCR           | Honda RC213V       | 24   | +33.003   | 21º     | 3     |
| 14º  | 10 | Luca Marini           | Repsol Honda                 | Honda RC213V       | 24   | +35.974   | 20º     | 2     |
| 15º  | 25 | Raúl Fernández        | Trackhouse Racing            | Aprilia RS-GP      | 24   | +39.321   | 13º     | 1     |
| 16º  | 42 | Álex Rins             | Monster Energy Yamaha        | Yamaha YZR-M1      | 24   | +40.839   | 19º     |       |
| 17º  | 87 | Remy Gardner          | Monster Energy Yamaha        | Yamaha YZR-M1      | 24   | +59.547   | 23º     |       |

##### Ritirati
| Nº | Pilota            | Squadra               | Motocicletta       | Giri | Griglia |
| -- | ----------------- | --------------------- | ------------------ | ---- | ------- |
| 31 | Pedro Acosta      | Red Bull GASGAS Tech3 | KTM RC16           | 12   | 1º      |
| 12 | Maverick Viñales  | Aprilia Racing        | Aprilia RS-GP      | 11   | 3º      |
| 37 | Augusto Fernández | Red Bull GASGAS Tech3 | KTM RC16           | 6    | 18º     |
| 32 | Lorenzo Savadori  | Trackhouse Racing     | Aprilia RS-GP      | 1    | 22º     |
| 73 | Álex Márquez      | Gresini Racing        | Ducati Desmosedici | 0    | 10º     |
| 36 | Joan Mir          | Repsol Honda          | Honda RC213V       | 0    | 17º     |

### Moto2
A causa della pioggia, la gara inizia ma dopo a mala pena un minuto viene esposta la bandiera rossa. Rientrareai box, la gara viene fatta ripartire mezz'ora più tardi con 12 giri da completare. Le condizioni della pista sono miste e 6 piloti su 28 tentano la carta della gome da asciutto. La gara riparte e sembra dare ragione a chi ha tenuto le gomme da bagnato, ma questo solo per pochi giri con il tracciato che inizia ad asciugarsi ed i piloti con le gomme da asciutto riescono facilmente a sorpassare gli altri piloti. Tra questi sei c'è il leader del Mondiale Ai Ogura, padrone di casa, che si porta in testa alla gara ma non può far nulla sugli attacchi di Manuel González che va a vincere così la sua prima gara nel Motomondiale, con il nipponico che chiude secondo allungando ulteriormente in campionato su Sergio García, quattordicesimo, a +60. Chiude il podio, il primo in stagione, il ceco Filip Salač davanti di poco a Jeremy Alcoba che chiude quarto. Miglior risultato in carriera per Zonta van den Goorbergh che riesce a sfruttare le sue gomme così come Xavier Artigas ai primi punti in Moto2, terminando in sesta posizione nonché miglior risultato di Forward Racing come costruttore. Settimo, Celestino Vietti è il "migliore degli altri" che montano gomme da bagnato distante 53 secondi dalla vetta, seguito da Diogo Moreira. Nona posizione per Alonso López davanti ad Izan Guevara, Tony Arbolino e Fermín Aldeguer. Tredicesimo il Poleman Jake Dixon davanti a Sergio García e Darryn Binder che chiude la zona punti. Di seguito i risultati della gara:

#### Arrivati al traguardo
| Pos | Nº | Pilota                  | Squadra                        | Motocicletta | Giri | Tempo     | Griglia | Punti |
| --- | -- | ----------------------- | ------------------------------ | ------------ | ---- | --------- | ------- | ----- |
| 1°  | 18 | Manuel González         | QJMotor Gresini Moto2          | Kalex        | 12   | 22'52"521 | 14º     | 25    |
| 2°  | 79 | Ai Ogura                | MT Helmets - MSi               | B-24         | 12   | +2.535    | 9º      | 20    |
| 3°  | 12 | Filip Salač             | Elf Marc VDS Racing Team       | Kalex        | 12   | +9.103    | 18º     | 16    |
| 4°  | 52 | Jeremy Alcoba           | Yamaha VR46 Master Camp Team   | Kalex        | 12   | +9.240    | 22º     | 13    |
| 5°  | 84 | Zonta van den Goorbergh | RW-Idrofoglia Racing GP        | Kalex        | 12   | +14.758   | 2º      | 11    |
| 6°  | 43 | Xavier Artigas          | Klint Forward Factory Team     | Forward      | 12   | +35.812   | 27º     | 10    |
| 7°  | 13 | Celestino Vietti        | Red Bull KTM Ajo               | Kalex        | 12   | +53.847   | 11º     | 9     |
| 8°  | 10 | Diogo Moreira           | Italtrans Racing Team          | Kalex        | 12   | +54.359   | 6º      | 8     |
| 9°  | 21 | Alonso López            | Beta Tools Speed Up            | B-24         | 12   | +56.883   | 8º      | 7     |
| 10° | 28 | Izan Guevara            | CFMoto Inde Aspar Team         | Kalex        | 12   | +58.933   | 5º      | 6     |
| 11° | 14 | Tony Arbolino           | Elf Marc VDS Racing Team       | Kalex        | 12   | +59.920   | 10º     | 5     |
| 12° | 54 | Fermín Aldeguer         | Beta Tools Speed Up            | B-24         | 12   | +59.692   | 15º     | 4     |
| 13° | 96 | Jake Dixon              | CFMoto Inde Aspar Team         | Kalex        | 12   | +59.952   | 1º      | 3     |
| 14° | 3  | Sergio García           | MT Helmets - MSi               | B-24         | 12   | +63.215   | 17º     | 2     |
| 15° | 15 | Darryn Binder           | Liqui Moly Husqvarna Intact GP | Kalex        | 12   | +63.495   | 21º     | 1     |
| 16° | 44 | Arón Canet              | Fantic Racing                  | Kalex        | 12   | +69.180   | 3º      |       |
| 17° | 51 | Deniz Öncü              | Red Bull KTM Ajo               | Kalex        | 12   | +68.863   | 13º     |       |
| 18° | 7  | Barry Baltus            | RW-Idrofoglia Racing GP        | Kalex        | 12   | +69.446   | 7º      |       |
| 19° | 24 | Marcos Ramírez          | OnlyFans American Racing Team  | Kalex        | 12   | +70.153   | 12º     |       |
| 20° | 81 | Senna Agius             | Liqui Moly Husqvarna Intact GP | Kalex        | 12   | +70.296   | 20º     |       |
| 21° | 22 | Ayumu Sasaki            | Yamaha VR46 Master Camp Team   | Kalex        | 12   | +79.507   | 24º     |       |
| 22° | 75 | Albert Arenas           | QJMotor Gresini Moto2          | Kalex        | 12   | +85.458   | 16º     |       |
| 23° | 11 | Álex Escrig             | Klint Forward Factory Team     | Forward      | 12   | +86.203   | 25º     |       |
| 24° | 5  | Jaume Masiá             | Preicanos Racing Team          | Kalex        | 12   | +88.788   | 23º     |       |
| 25° | 20 | Xavier Cardelús         | Fantic Racing                  | Kalex        | 12   | +105.709  | 28º     |       |
| 26° | 71 | Dennis Foggia           | Italtrans Racing Team          | Kalex        | 12   | +108.403  | 19º     |       |
| 27° | 16 | Joe Roberts             | OnlyFans American Racing Team  | Kalex        | 12   | +1 giro   | 4º      |       |

#### Ritirati
| Nº | Pilota    | Squadra                  | Motocicletta | Giri | Griglia |
| -- | --------- | ------------------------ | ------------ | ---- | ------- |
| 34 | Mario Aji | Idemitsu Honda Team Asia | Kalex        | 8    | 26º     |

#### Non partiti
| Nº | Pilota       | Squadra               | Motocicletta |
| -- | ------------ | --------------------- | ------------ |
| 17 | Daniel Muñoz | Preicanos Racing Team | Kalex        |

### Moto3
Decima vittoria stagionale, eguagliato Mir, per David Alonso che si aggiudica così il Mondiale della Moto3 diventando il primo colombiano a riuscirci. Seconda posizione per Collin Veijer davanti ad Adrián Fernández, al secondo podio consecutivo ed in carriera. Quarta posizione per Daniel Holgado seguito da José Antonio Rueda e Ryusei Yamanaka. Settimo nella sua gara di casa Tatsuki Suzuki. Ottava e nona posizione per David Muñoz e Taiyo Furusato. Decimo e undicesimo i due migliori italiani con Stefano Nepa, decimo, che precede di pochi millesimi Matteo Bertelle. Dodicesimo David Almansa davanti a Filippo Farioli, poi Riccardo Rossi e Joel Esteban chiude la zona punti. Di seguito i risultati della gara:

#### Arrivati al traguardo
| Pos | Nº | Pilota             | Squadra                        | Motocicletta  | Giri | Tempo     | Griglia | Punti |
| --- | -- | ------------------ | ------------------------------ | ------------- | ---- | --------- | ------- | ----- |
| 1°  | 80 | David Alonso       | CFMoto Gaviota Aspar Team      | CFMoto        | 17   | 33'03"606 | 3º      | 25    |
| 2°  | 95 | Collin Veijer      | Liqui Moly Husqvarna Intact GP | Husqvarna     | 17   | +0.524    | 2º      | 20    |
| 3°  | 31 | Adrián Fernández   | Leopard Racing                 | Honda NSF250R | 17   | +0.766    | 7º      | 16    |
| 4°  | 96 | Daniel Holgado     | Red Bull GASGAS Tech3          | KTM RC 250 GP | 17   | +1.168    | 9º      | 13    |
| 5°  | 99 | José Antonio Rueda | Red Bull KTM Ajo               | KTM RC 250 GP | 17   | +1.209    | 14º     | 11    |
| 6°  | 6  | Ryusei Yamanaka    | MT Helmets - MSi               | KTM RC 250 GP | 17   | +1.389    | 5º      | 10    |
| 7°  | 24 | Tatsuki Suzuki     | Liqui Moly Husqvarna Intact GP | Husqvarna     | 17   | +2.336    | 17º     | 9     |
| 8°  | 64 | David Muñoz        | BOE Motorsports                | KTM RC 250 GP | 17   | +3.890    | 8º      | 8     |
| 9°  | 72 | Taiyo Furusato     | Honda Team Asia                | Honda NSF250R | 17   | +3.953    | 13º     | 7     |
| 10° | 82 | Stefano Nepa       | LevelUp - MTA                  | KTM RC 250 GP | 17   | +7.993    | 11º     | 6     |
| 11° | 18 | Matteo Bertelle    | Kopron Rivacold Snipers Team   | Honda NSF250R | 17   | +8.042    | 15º     | 5     |
| 12° | 22 | David Almansa      | Kopron Rivacold Snipers Team   | Honda NSF250R | 17   | +10.238   | 10º     | 4     |
| 13° | 7  | Filippo Farioli    | SIC58 Squadra Corse            | Honda NSF250R | 17   | +11.797   | 18º     | 3     |
| 14° | 54 | Riccardo Rossi     | CIP Green Power                | KTM RC 250 GP | 17   | +13.252   | 16º     | 2     |
| 15° | 78 | Joel Esteban       | CFMoto Gaviota Aspar Team      | CFMoto        | 17   | +13.294   | 19º     | 1     |
| 16° | 48 | Iván Ortolá        | MT Helmets - MSi               | KTM RC 250 GP | 17   | +22.395   | 1º      |       |
| 17° | 12 | Jacob Roulstone    | Red Bull GASGAS Tech3          | KTM RC 250 GP | 17   | +22.452   | 21º     |       |
| 18° | 85 | Xabi Zurutuza      | Red Bull KTM Ajo               | KTM RC 250 GP | 17   | +22.539   | 22º     |       |
| 19° | 19 | Scott Ogden        | FleetSafe Honda - MLav Racing  | Honda NSF250R | 17   | +24.828   | 20º     |       |
| 20° | 32 | Rei Wakamatsu      | FleetSafe Honda - MLav Racing  | Honda NSF250R | 17   | +45.762   | 26º     |       |
| 21° | 66 | Joel Kelso         | BOE Motorsports                | KTM RC 250 GP | 17   | +1 giro   | 6º      |       |

#### Ritirati
| Nº | Pilota               | Squadra             | Motocicletta  | Giri | Griglia |
| -- | -------------------- | ------------------- | ------------- | ---- | ------- |
| 36 | Ángel Piqueras       | Leopard Racing      | Honda NSF250R | 12   | 4º      |
| 10 | Nicola Fabio Carraro | LevelUp - MTA       | KTM RC 250 GP | 6    | 23º     |
| 58 | Luca Lunetta         | SIC58 Squadra Corse | Honda NSF250R | 2    | 12º     |
| 5  | Tatchakorn Buasri    | Honda Team Asia     | Honda NSF250R | 2    | 25º     |
| 55 | Noah Dettwiler       | CIP Green Power     | KTM RC 250 GP | 0    | 24º     |